# Шиофок
Шиофок (на унгарски: Siófok) е град в Западна Унгария, окръг Шомод, с население от 24 279 души. Разположен е на брега на езерото Балатон и е важен туристически център в Унгария.
В Шиофок през 1882 г. е роден оперетният композитор Имре Калман.